# 玫瑰圣母圣殿 (卢尔德)
露德玫瑰圣母圣殿（法語：Notre Dame du Rosaire de Lourdes）是一座罗马天主教宗座圣殿，位于法国露德圣母朝圣地内。其主题是庆祝玫瑰经。

## 历史
玫瑰圣母圣殿是这个朝圣地第三座建成的教堂（次于山洞和圣母无玷始胎圣殿）。建筑师Leopold Hardy设计，建成于1899年。1901年祝圣，能容纳1,500人。其风格受拜占庭建筑的影响。
2006-7年，该圣殿的内外进行大规模改建，修复了镶嵌画。

## 内部

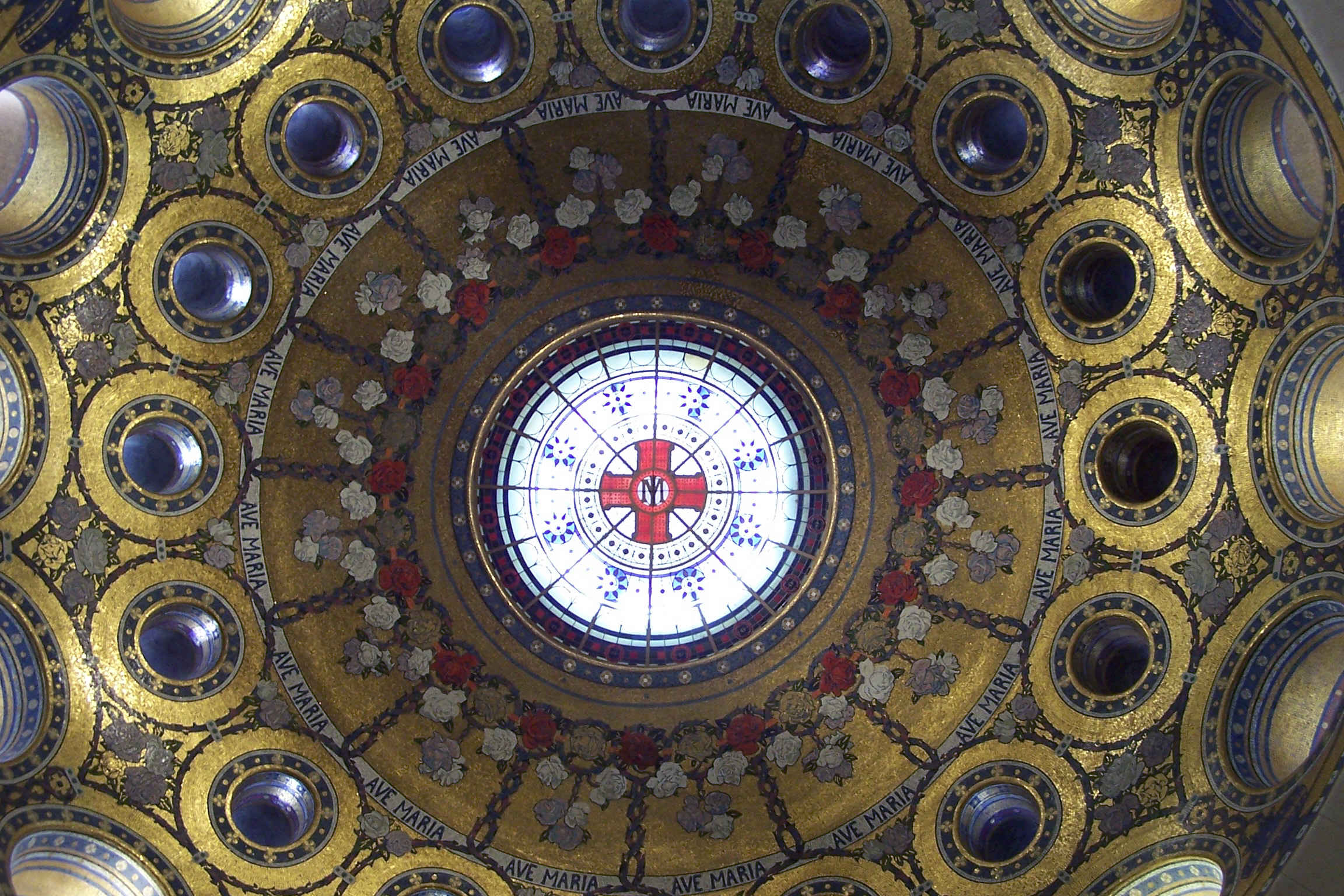
穹顶内部

该圣殿为圆形，上部为穹顶。穹顶包括16块圆形花窗玻璃。这些窗口之间的十五个间隔象征玫瑰经的念珠。

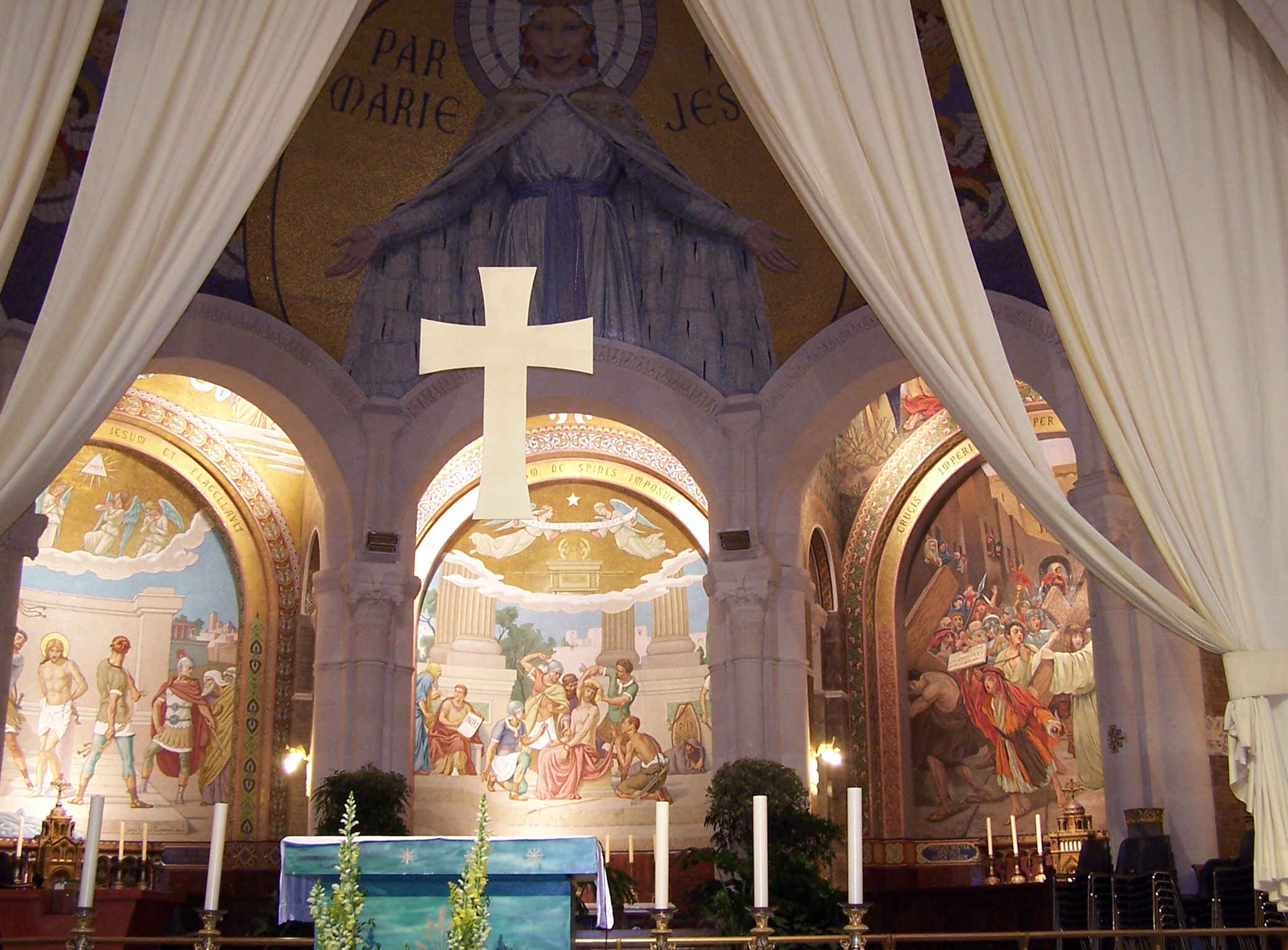
痛苦五端

穹顶周围是15个较小的小堂，每个小堂表现玫瑰经的奧蹟。左侧的是“欢喜五端”，后侧的是“痛苦五端”，右侧的是“荣福五端”。
每个小堂都有一幅描绘奧蹟的大型镶嵌画，和拉丁文题词。

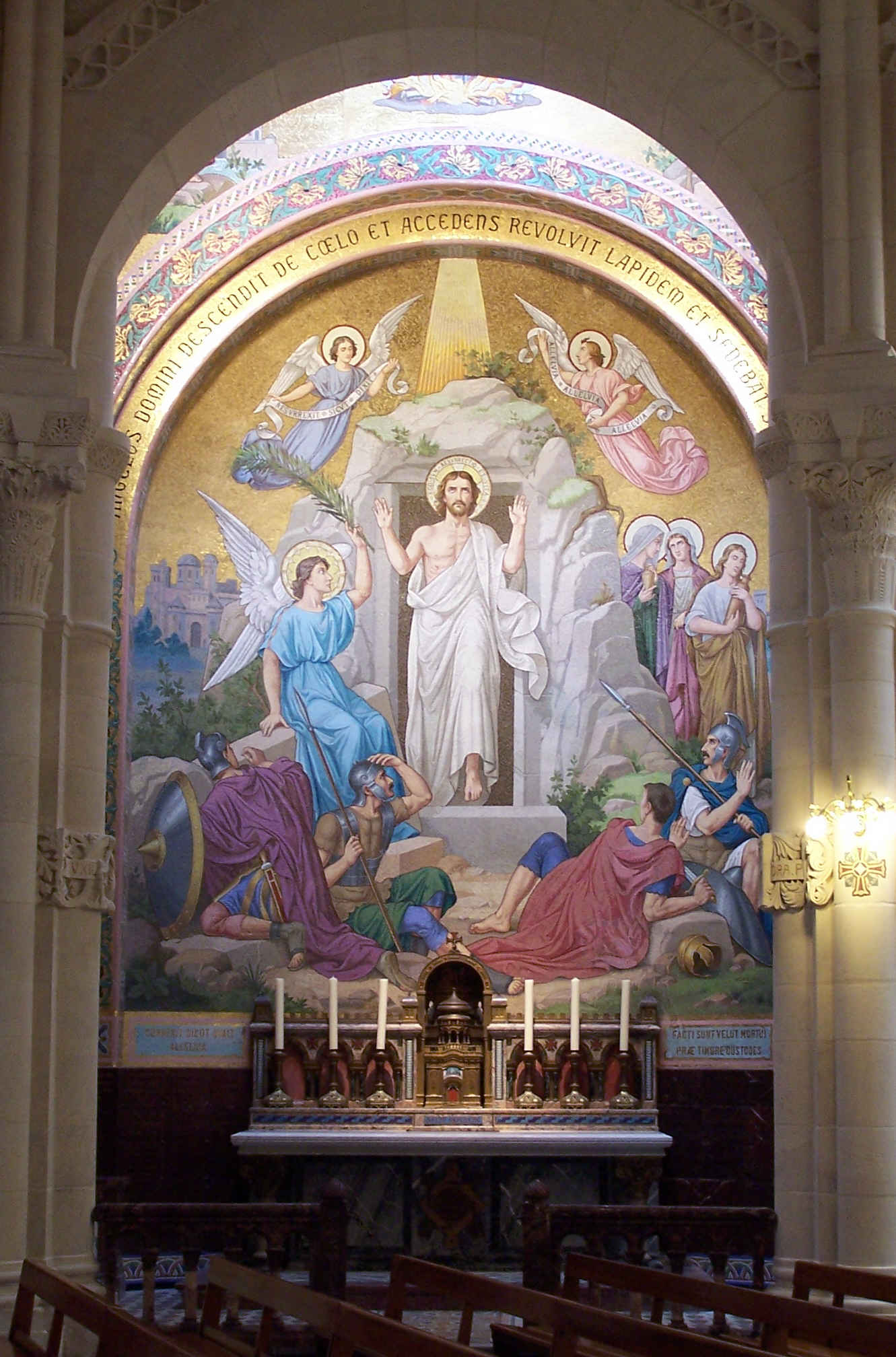
描绘复活的镶嵌画

大部分镶嵌画作于1900年前后。每个小堂内有一个小祭台，六根蜡烛。

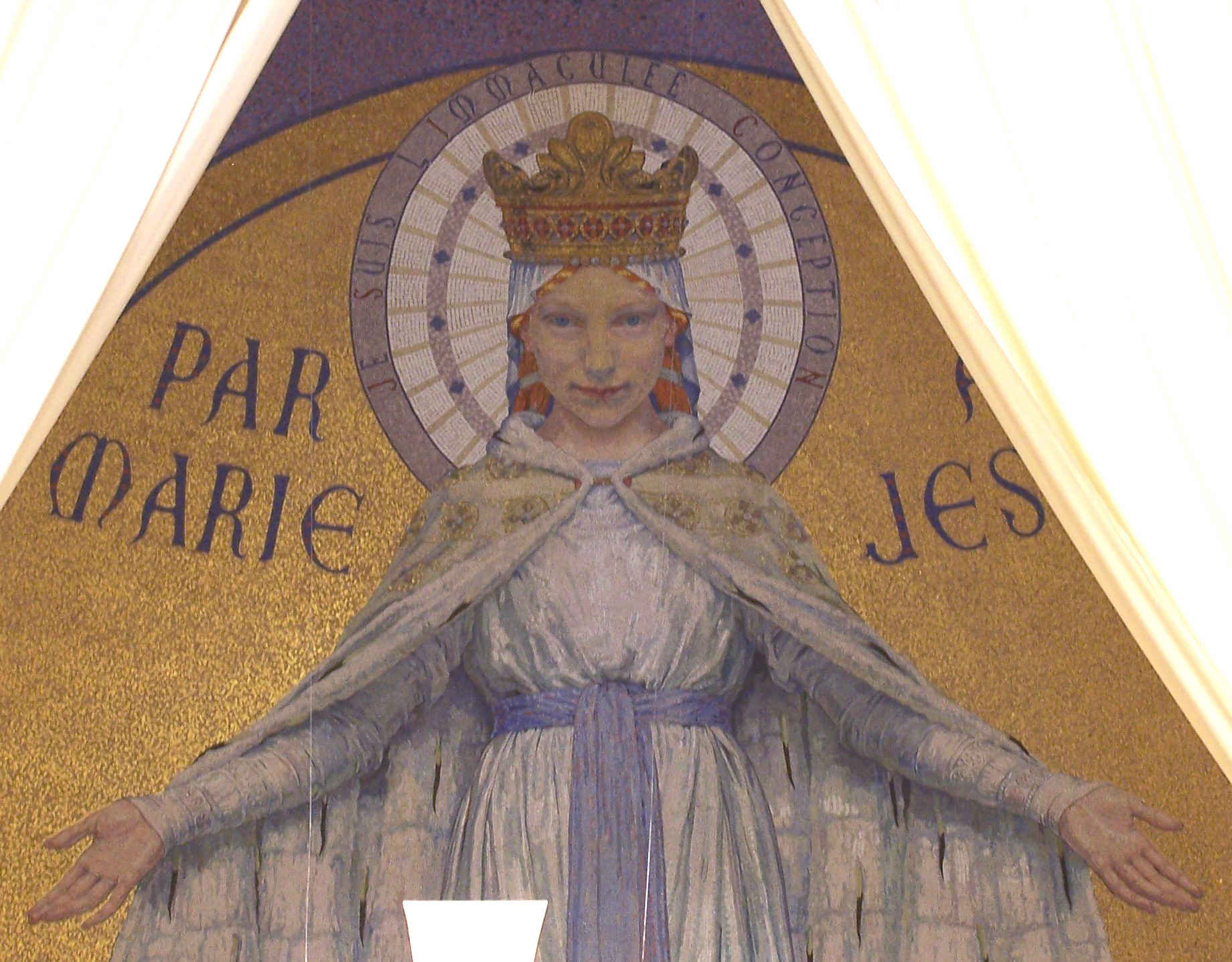
描绘圣母的镶嵌画

圣殿上部墙壁有一幅描绘张开双臂的圣母的镶嵌画，题为Par Marie à Jésus（“通过圣母来到耶稣”）。

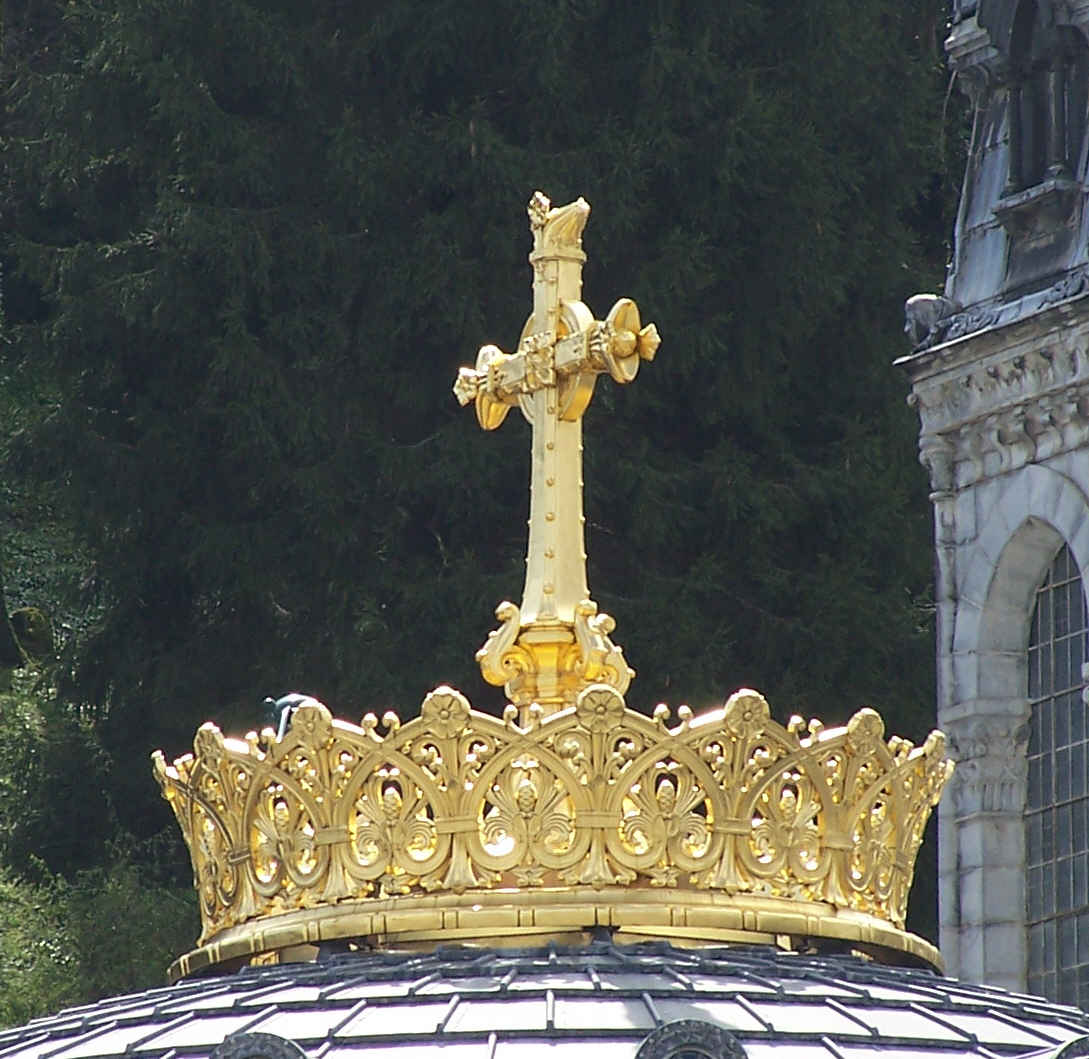
镀金王冠和十字架

穹顶的外面是戏剧性的镀金王冠和十字架，这是1924年爱尔兰人赠送的礼物。十字架在2000-2年重新镀金。

## 立面
玫瑰圣母圣殿有一个半圆形的白色大理石入口，描绘圣母亲手将玫瑰经交给聖道明。
1941年，圣殿的白色大理石侧门刻上了对菲利普·贝当的致谢词，他在1941年访问露德，允许教会收回对朝圣地的所有权。上面写着：
|  | 悼念1940-41年，在我们灾难的明天，在贝当政府统治下，法国正试图重新发现她的灵魂。 |

圣殿的立面在2007年进行了改动，在2002年若望保禄二世的15幅之外，加上了镶嵌画发光奧蹟。